# Ictíneo I
El Ictíneo I fue un sumergible o submarino construido por el inventor español Narciso Monturiol entre 1858 y 1859. Medía 7 m de eslora, 2,5 de manga y 3,5 de calado. Su finalidad inicial era facilitar la pesca de coral.

## Concepción del sumergible
Monturiol concibió la idea de construir un sumergible tras presenciar en el Cabo de Creus la muerte de un recolector de corales; se propuso entonces fabricar un barco capaz de hundirse y que permitiera arrancar y recoger sin riesgos el coral desde su interior. Sin embargo, aunque anotó sus primeras ideas en 1848, las mantuvo en secreto durante casi once años: carecía de los fondos necesarios para el proyecto, y además sospechaba que este, muy avanzado para su época, sería objeto de la burla general.
El nombre Ictíneo era el resultado de combinar las palabras del griego antiguo ichtus (pez) y naus (barco). En palabras de Monturiol, se trataba de un «barco-pez»: «su forma es la del pez, y como él tiene el propulsor en la cola, aletas para la dirección, vejigas natatorias y lastre para estar en equilibrio con el agua desde el momento en que se sumerja».

## Características
El Ictíneo I estaba hecho principalmente de madera y constaba de dos cascos diferenciados: el interior o casco de presión era esférico y tenía una capacidad de 7 m³, mientras que el casco exterior o ligero tenía forma de pez con una sección elíptica inspirada en el prototipo de Wilhelm Bauer que ya navegaba en el año 1851. En el espacio entre ambos se situaban los  tanques de flotación, un depósito que suministraba oxígeno para la respiración e iluminación, y otro tanque de hidrógeno que alimentaba una lámpara oxhídrica para iluminar las profundidades marinas.
La nave tenía un propulsor plano de aleta accionado por cuatro hombres de la tripulación. La inmersión se conseguía mediante una hélice horizontal que podía dar vueltas en ambos sentidos, poseía bombas de densidad y aire, con la finalidad de asegurar la estabilidad y flotación del ingenio. El buque estaba equipado con una serie de herramientas específicas para la pesca del coral, ya que este era el objetivo principal del proyecto.

## Historial
Para desarrollar el proyecto, Narciso Monturiol formó una sociedad en 1857 con el propósito  de ensayar la nave de su invención. Presentó públicamente una memoria en 1858, una vez conseguidos los primeros fondos. Durante el verano de 1859 realizó varias inmersiones en privado con su prototipo, y la primera presentación en público tuvo lugar el 23 de septiembre en el Puerto de Barcelona, con una duración de 2 horas y 20 minutos, alcanzando los 20 m de profundidad; el sumergible estaba diseñado para alcanzar los 40 m, pero unas abolladuras en el forro impermeable producidas durante la botadura hicieron que no se alcanzara la profundidad máxima.
Finalmente, las pruebas oficiales se llevarían a cabo en el Puerto de Alicante, con presencia de autoridades como los entonces ministros de Marina —Juan de Zavala— y Fomento —Antonio Cánovas del Castillo—. El ensayo tuvo lugar el día 7 de mayo de 1861, tan solo unos meses después de que en el mismo puerto se desarrollaran las pruebas del aparato buzo inventado por Cosme García. El prototipo de Monturiol recorrió la distancia prefijada de 3,5 millas.
El éxito parcial del proyecto supuso un gran entusiasmo popular; pero a pesar de ello, no obtuvo ningún tipo de apoyo gubernamental. Como consecuencia, Monturiol escribió una carta a la ciudadanía, animando a una suscripción popular, con la que consiguió 300.000 pesetas de los ciudadanos españoles. Con el capital obtenido, se constituyó la empresa La Navegación Submarina con el proyecto de desarrollar el Ictíneo II.
El Ictíneo fue el primer sumergible o submarino con finalidades no bélicas, si bien Monturiol ya tenía previsto su posterior uso militar. Realizó 69 inmersiones en total, todas ellas sin ningún accidente, ya que, a diferencia de los precursores y contemporáneos de Monturiol, para este, la seguridad de los tripulantes era su principal preocupación.